# Cantone del Capo Corso
Il Cantone del Capo Corso (Canton du Cap Corse in francese) è una divisione amministrativa del dipartimento dell'Alta Corsica, compreso quasi interamente nell'Arrondissement di Bastia ad eccezione dei comuni di Farinole e Patrimonio, appartenenti all'Arrondissement di Calvi.
È stato creato a seguito della riforma approvata con decreto del 26 febbraio 2014, che ha avuto attuazione dopo le elezioni dipartimentali del 2015, e comprende 22 comuni:
- Barrettali
- Brando
- Cagnano
- Canari
- Centuri
- Ersa
- Farinole
- Luri
- Meria
- Morsiglia
- Nonza
- Ogliastro
- Olcani
- Olmeta di Capocorso
- Patrimonio
- Pietracorbara
- Pino
- Rogliano
- Sisco
- San Martino di Lota
- Santa Maria di Lota
- Tomino